# Musica balcanica

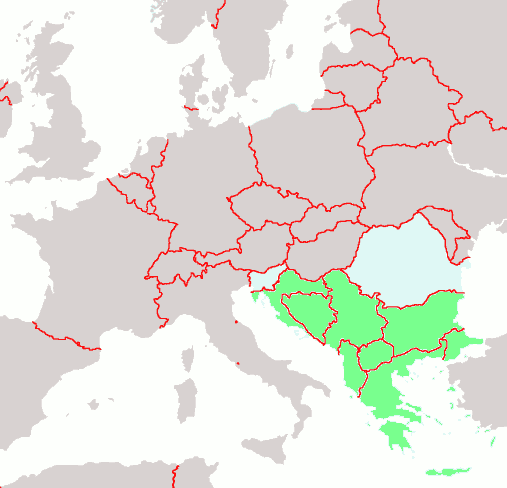
I paesi dei Balcani

La musica balcanica include le tradizioni musicali dei paesi della penisola balcanica.

## Origini
Alla suddivisione dell'Impero romano nel 395 la penisola balcanica fu inclusa nell'Impero d'Oriente (Impero bizantino), dove nel X secolo si sarebbe diffusa la fede ortodossa e, più o meno al tempo stesso, da nord sarebbero scesi gli slavi. Fu questa fase a produrre l'impulso allo sviluppo della musica balcanica. In tale periodo, la Serbia e la Bulgaria medievali strinsero relazioni con l'Impero bizantino e la sua cultura, il che portò all'adozione della liturgia bizantina e finalmente, dopo un paio di decenni, allo sviluppo di un'autonoma e distinta forma liturgica slava. All'epoca la maggior parte della musica liturgica era composta per essere cantata nella lingua materna. La musica nei Balcani fu molto debitrice della musica bizantina e in specie adottò gli stili sillabici e melismatici in uso in tale sistema. Non tutti i paesi balcanici condivisero però tale influenza: molti, come Slovenia e Croazia, restavano più vicini a Roma.
Nel 1389 l'Impero serbo crollò di fronte ai turchi nella battaglia della Piana dei Merli, e l'intera penisola balcanica cadde sotto controllo ottomano. Si ritiene che proprio la dominazione turca abbia influenzato, a livello sia strumentale sia melodico, le prime tipiche forme musicali balcaniche; insieme, un afflusso di mussulmani pervenne a nord recandovi la propria tradizione. Con l'avanzata dei turchi la musica serba finì fuori legge e ciò indusse di riflesso la produzione occulta di manoscritti di canti liturgici serbi e bulgari, preservati nella segretezza dei monasteri. Sotto il regime ottomano la musica serba continuò così a essere eseguita in segreto. L'effetto di questa «censura» fu comunque l'arricchimento della musica popolare bulgara, che acquisì caratteristiche tipiche del Vicino Oriente. Per contro, quei paesi che non soggiacevano al dominio turco, come la Croazia e la Slovenia, subirono notevole influenza dalla musica europea occidentale.
Nel 1670, in seguito all'occupazione ottomana, ebbe inizio una vasta migrazione serba verso le regioni meridionali dell'Ungheria. Ciò indusse una trasformazione della musica sacra ungherese, che poi si estese alla Grecia e ad alcune regioni della Russia, portando alla fondazione di scuole musicali greche e russe. I serbi recepirono rapidamente le nuove influenza. Contemporaneamente, i compositori ungheresi restarono influenzati dal barocco in voga in Europa centrale, dando vita a svariate opere ancorché di minor importanza. Intanto oratori e drammi venivano scritti ed eseguiti in molti paesi.